# Ten-Wheeler

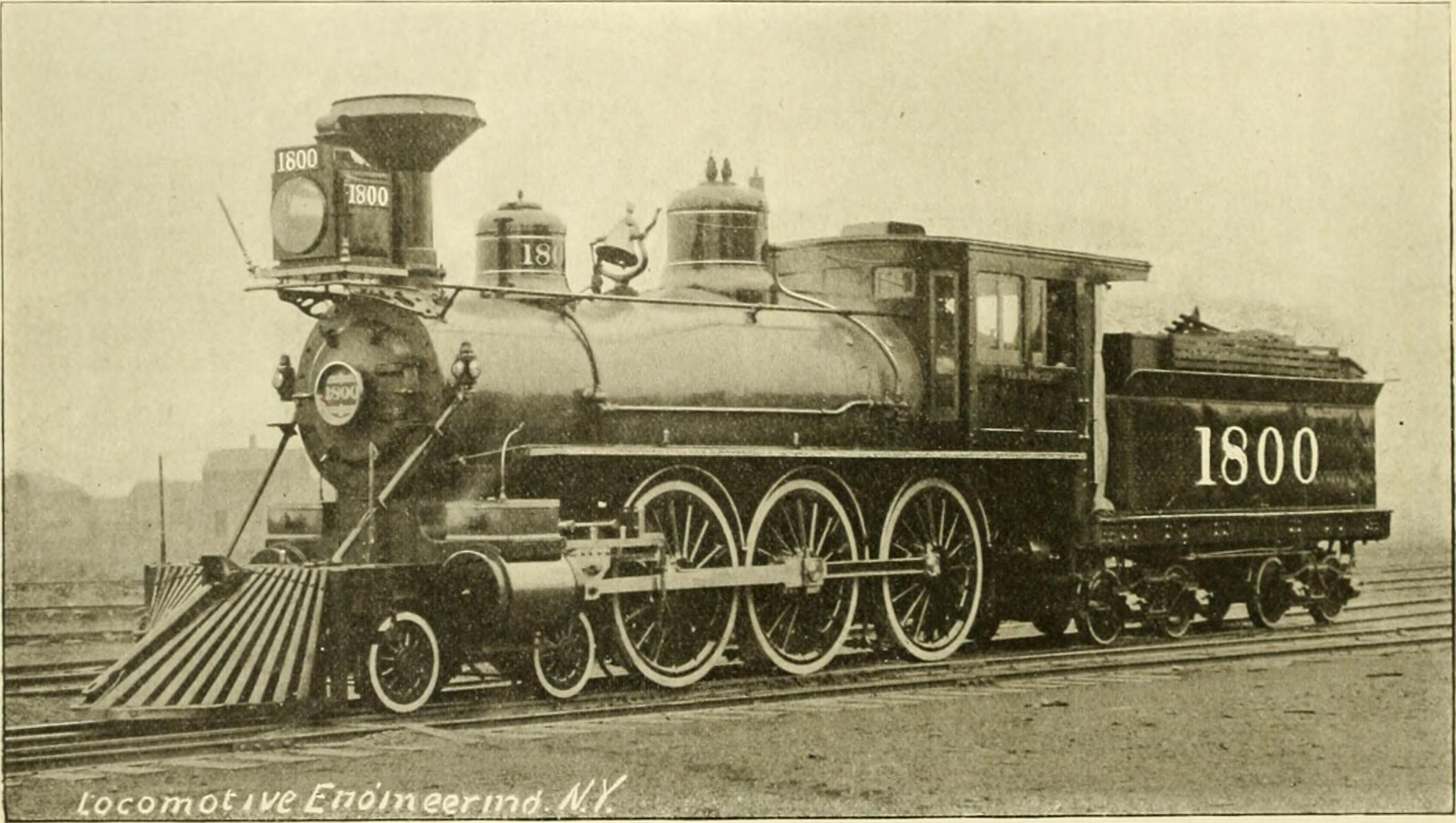
Eine typische US-amerikanische Ten-Wheeler-Lokomotive um 1890

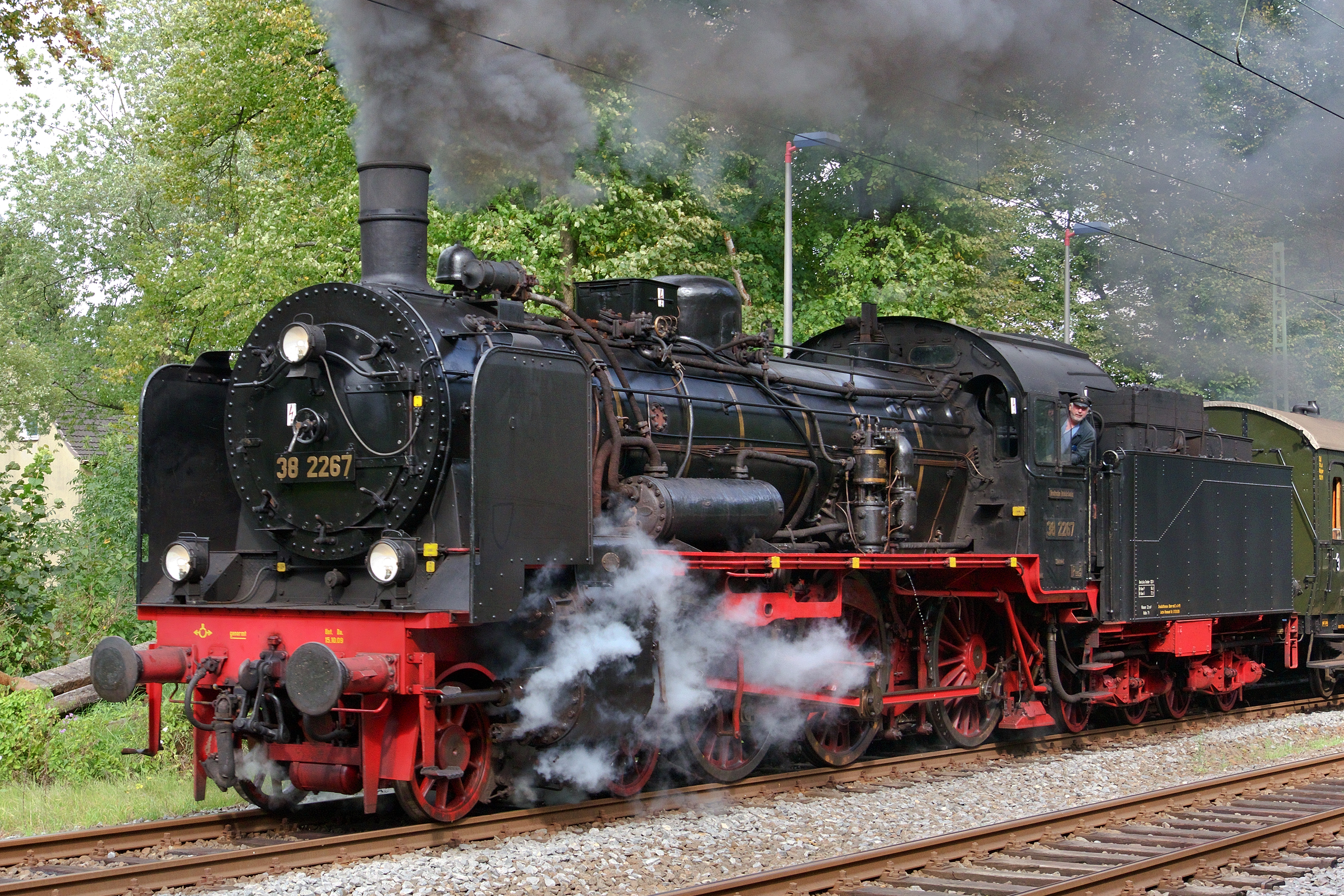
Die Preußische P 8 war eine der meistgebauten Ten-Wheeler-Lokomotivreihen

Als Ten-Wheeler (auf Deutsch in etwa mit Zehnrädrige zu übersetzen) werden vor allem im nordamerikanischen Sprachgebrauch Dampflokomotiven mit der Achsfolge 4-6-0 nach der Whyte-Notation, die der deutschen Bauartbezeichnung 2’C entspricht, bezeichnet. Ten-Wheeler besitzen ein vorauslaufendes zweiachsiges Drehgestell und drei gekuppelte Achsen. Ursprünglich vorwiegend als Güterzuglokomotiven und für den Einsatz auf Strecken mit schwierigen Steigungsverhältnissen genutzt, entstanden in dieser Achsfolge im Laufe der Entwicklung eine Vielzahl von Bauarten als Mehrzweck-, Personenzug- und Schnellzuglokomotiven. Die Achsfolge zählt zu den am meisten verbreiteten Achsfolgen im Dampflokomotivbau. Überwiegend wurden Schlepptenderlokomotiven mit dieser Achsfolge gebaut, in geringem Umfang auch Tenderlokomotiven.

## Geschichte
Im Unterschied zu den meisten Bauartbezeichnungen nach nordamerikanischer Nomenklatur, die beispielsweise vom Namen der ersten gebauten Lokomotive oder der die Achsfolge als erste einsetzenden Eisenbahngesellschaft abgeleitet wurden, war lediglich die Anzahl der Räder die Basis für die Bauartbezeichnung der 2’C-Lokomotiven. Die ersten Lokomotiven dieser Bauart entstanden bereits Ende der 1840er Jahre in den USA. Sie waren im Prinzip mit dem Ziel verbesserter Adhäsion um einen Kuppelradsatz verlängerte American-Lokomotiven. Es ist nicht eindeutig geklärt, welche Bahngesellschaft und welcher Hersteller erstmals diese Achsfolge einsetzten. Wahrscheinlich die erste Lokomotive dieser Bauart war die 1847 von Norris an die Philadelphia and Reading Railroad, eine Vorgängergesellschaft der Reading Railroad, gelieferte Chesapeake. 1848 erhielten auch die Boston and Maine Railroad und die Erie Railroad ihre ersten Ten-Wheeler.
Eingesetzt wurden Ten-Wheeler in den USA in den ersten Jahrzehnten vor allem im schweren Güterzugverkehr auf steigungsreichen Strecken. Mit dem Aufkommen der Consolidations, die mit ihren vier Kuppelachsen ein deutlich besseres Verhältnis zwischen Reibungsgewicht und Gesamtgewicht aufwiesen, wurden sie aus diesen Diensten weitgehend verdrängt. Dafür fanden Ten-Wheeler zunehmend ein breites Einsatzgebiet, sowohl als Mehrzwecklokomotiven für Personen- und schnelle Güterzüge wie auch als Expresszuglokomotiven, so dass schließlich die meisten nordamerikanischen Bahngesellschaften in den USA wie auch Kanada und Mexiko Lokomotiven dieser Achsfolge besaßen. Die letzten größeren Bauserien dieser Achsfolge kamen schließlich in den 1920er Jahren zur Auslieferung, zuletzt in den Jahren 1923 bis 1929 eine Serie für den Vorortverkehr der Pennsylvania Railroad und ihrer Tochtergesellschaft Long Island Rail Road. Im Plandienst hielten sich die letzten Exemplare bis zum Schluss der Dampfzeit gegen Ende der 1950er Jahre. Insgesamt entstanden in Nordamerika über 16.000 Ten-Wheeler, sowohl in Normal- wie Schmalspur.

Lieferfoto der NSB Type 14a 12 BALDWIN, 1879

In Europa kam diese Achsfolge deutlich später als in den USA zum Einsatz. Erstmals Anwendung fand sie 1879 in Norwegen mit den vier Lokomotiven MB 1–2 und SB 11–12, die von Norsk Stats-Jernbane, der Vorgängergesellschaft der 1883 gegründeten Norges Statsbaner, für den Einsatz auf der Smaalensbane (SB) und der Meråkerbane (MB) bestellt worden waren. Diese ersten europäischen Ten-Wheeler wurden noch aus den USA importiert; Hersteller war Baldwin. 1884 kam bei der italienischen Società per le strade ferrate dell’Alta Italia (SFAI), einer Vorgängerbahn der Rete Mediterranea (RM), mit der ersten für den Einsatz auf der Giovi-Linie beschafften Lokomotive der Reihe SFAI 1181–1200 die erste in Europa hergestellten 2’C-Lokomotive zum Einsatz. Der von den SFAI-Werkstätten in Turin konstruierte und nach dem ersten italienischen König als Vittorio Emanuele II. bezeichnete Prototyp bewährte sich; weitere 54 Exemplare wurden von der SFAI und der RM bis 1896 bei Ansaldo, Miani e Silvestri und J. A. Maffei beschafft.
Weitere größere Beschaffungen folgten erst in den 1890er Jahren. In Frankreich wie in Großbritannien kamen die ersten Lokomotiven dieser Achsfolge in diesem Jahrzehnt zum Einsatz. Zur gleichen Zeit beschafften auch die ersten deutschen Bahngesellschaften 2’C-Lokomotiven, beginnend 1894 mit der speziell für den Einsatz auf der Schwarzwaldbahn vorgesehenen Badischen IV e. Im gleichen Jahr erhielt in der Schweiz die Gotthardbahn-Gesellschaft als erstes Unternehmen eine Lokomotive dieser Achsfolge, 1896 folgte Österreich. Ab etwa 1900 fand die Achsfolge dann bei den europäischen Bahnen große Verbreitung, vor allem als Schnellzug- und Personenzuglokomotive. Die in den letzten Jahren vor dem Ersten Weltkrieg in Europa eingeführten Pacific-Lokomotiven konnten die 2’C-Lokomotiven nur zum Teil aus den hochwertigen Leistungen im Express- und Schnellzugverkehr verdrängen, in diversen Ländern bevorzugten Bahngesellschaften weiterhin Ten-Wheeler auch für ihre hochwertigsten Leistungen. Letzte Beschaffungen erfolgten vereinzelt noch in den Jahren nach dem Zweiten Weltkrieg, in verschiedenen Ländern zählten sie schließlich zu den letzten eingesetzten Dampflokomotivtypen.
In Australien, Afrika, Asien und Südamerika fanden Ten-Wheeler ebenfalls in diversen Eisenbahnnetzen ein Einsatzgebiet. Die Achsfolge 2’C zählt damit zu den am meisten verbreiteten Achsfolgen bei Dampflokomotiven.

## Ten-Wheeler ausgewählter Länder

### Deutschland

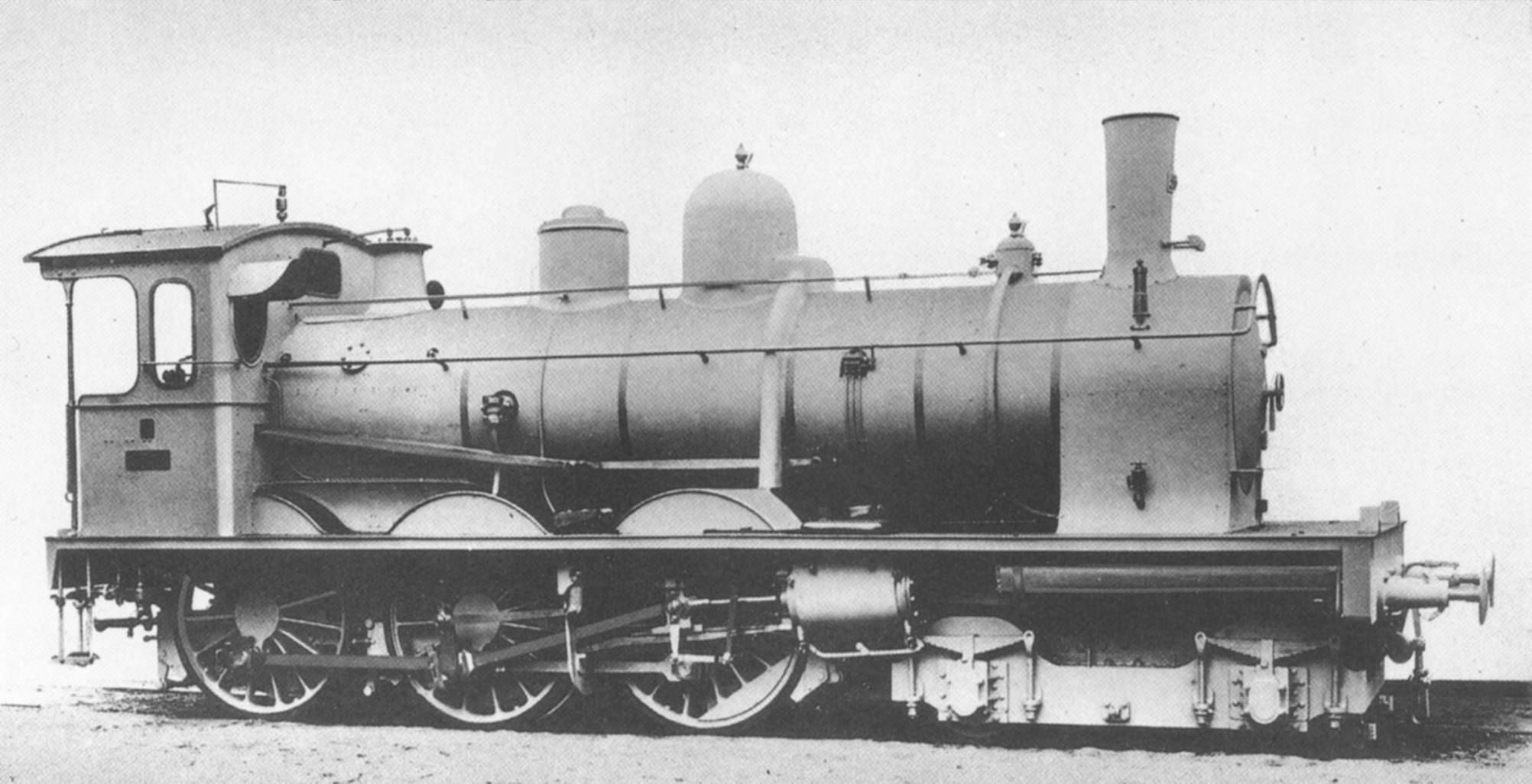
Die Badische IVe war die erste deutsche 2’C-Lokomotive

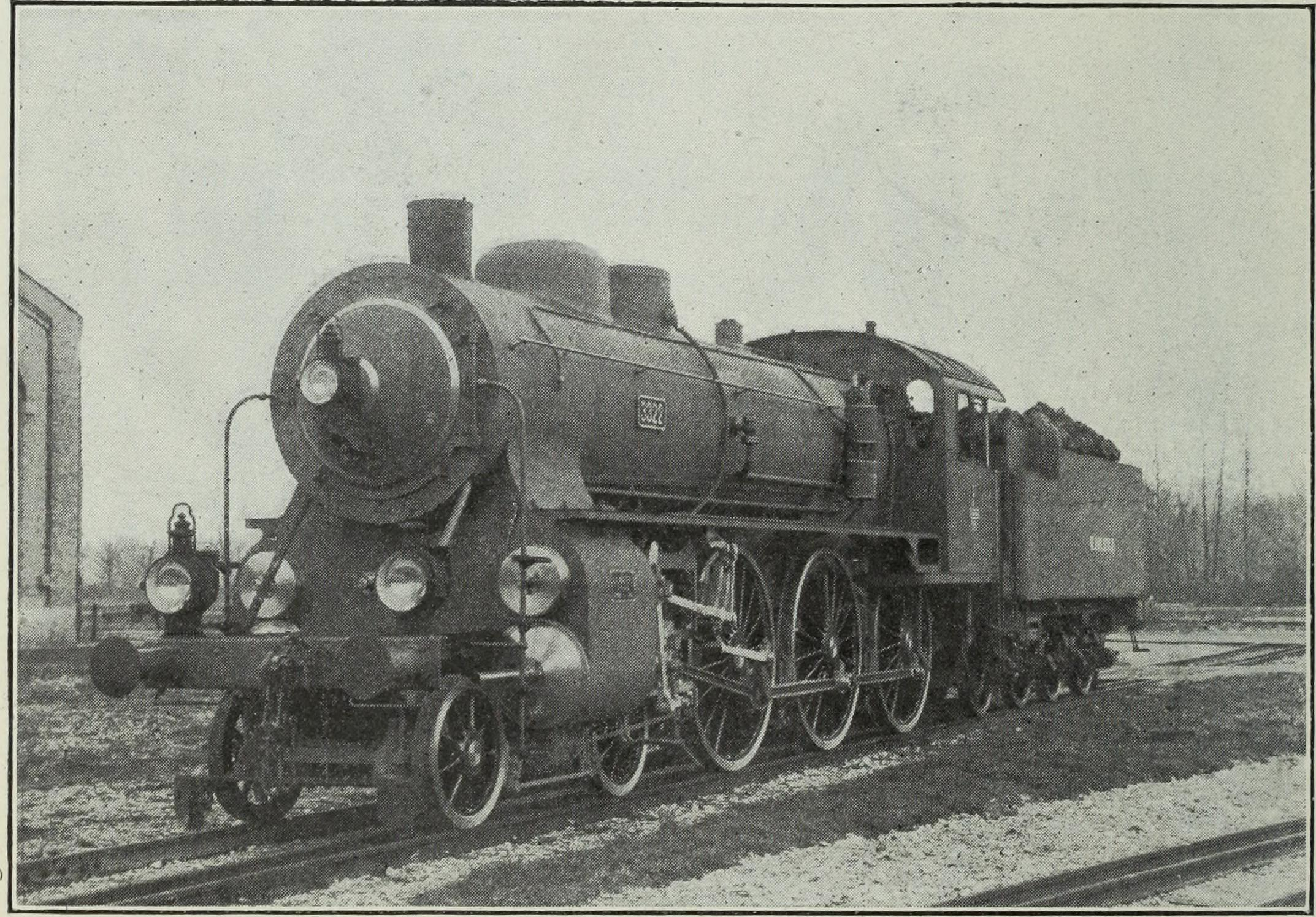
Eine Bayerische S 3/5 im Jahr 1908

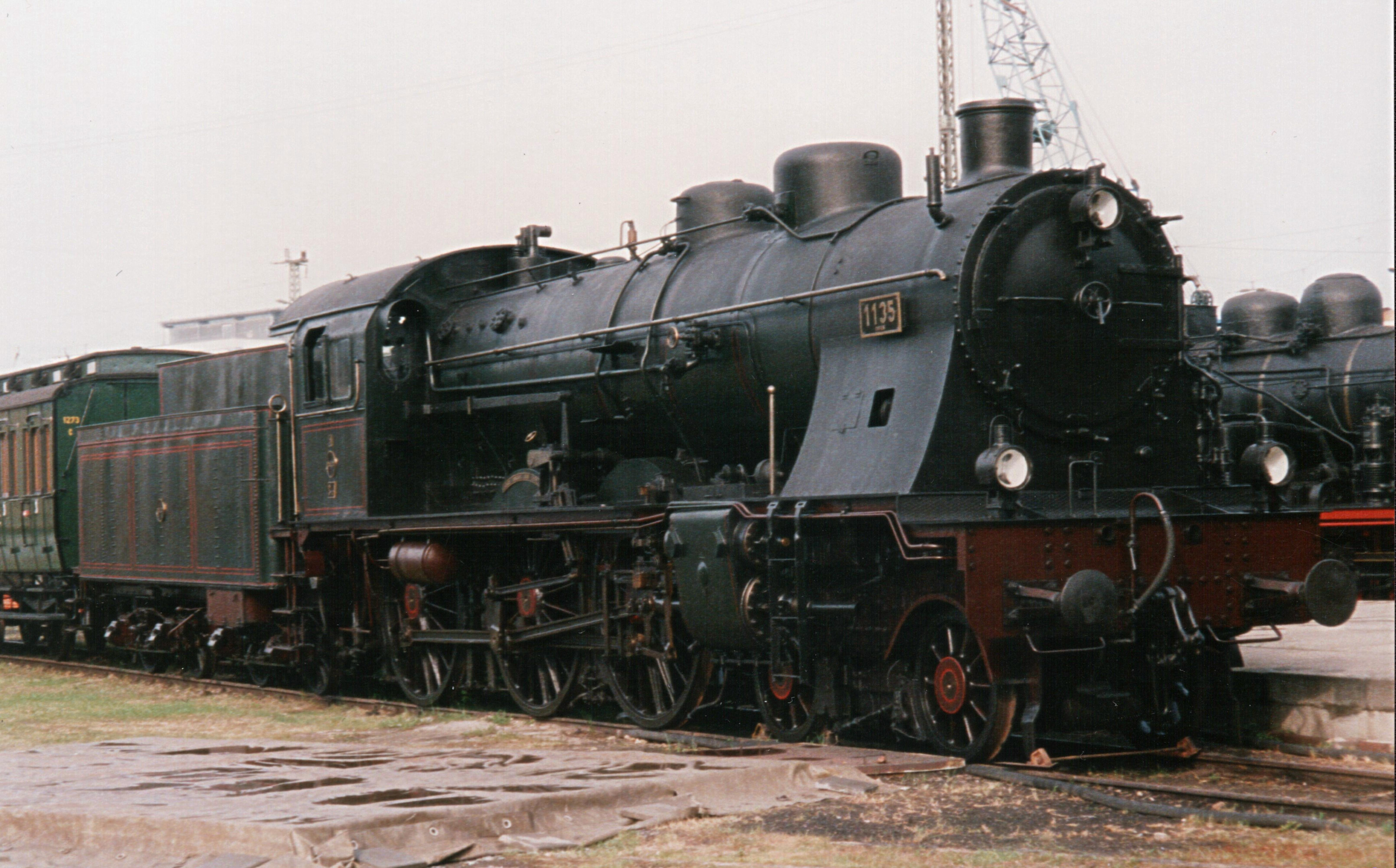
Die Preußische S 10 1135 Osten 2003 auf dem Dresdner Dampflokfest

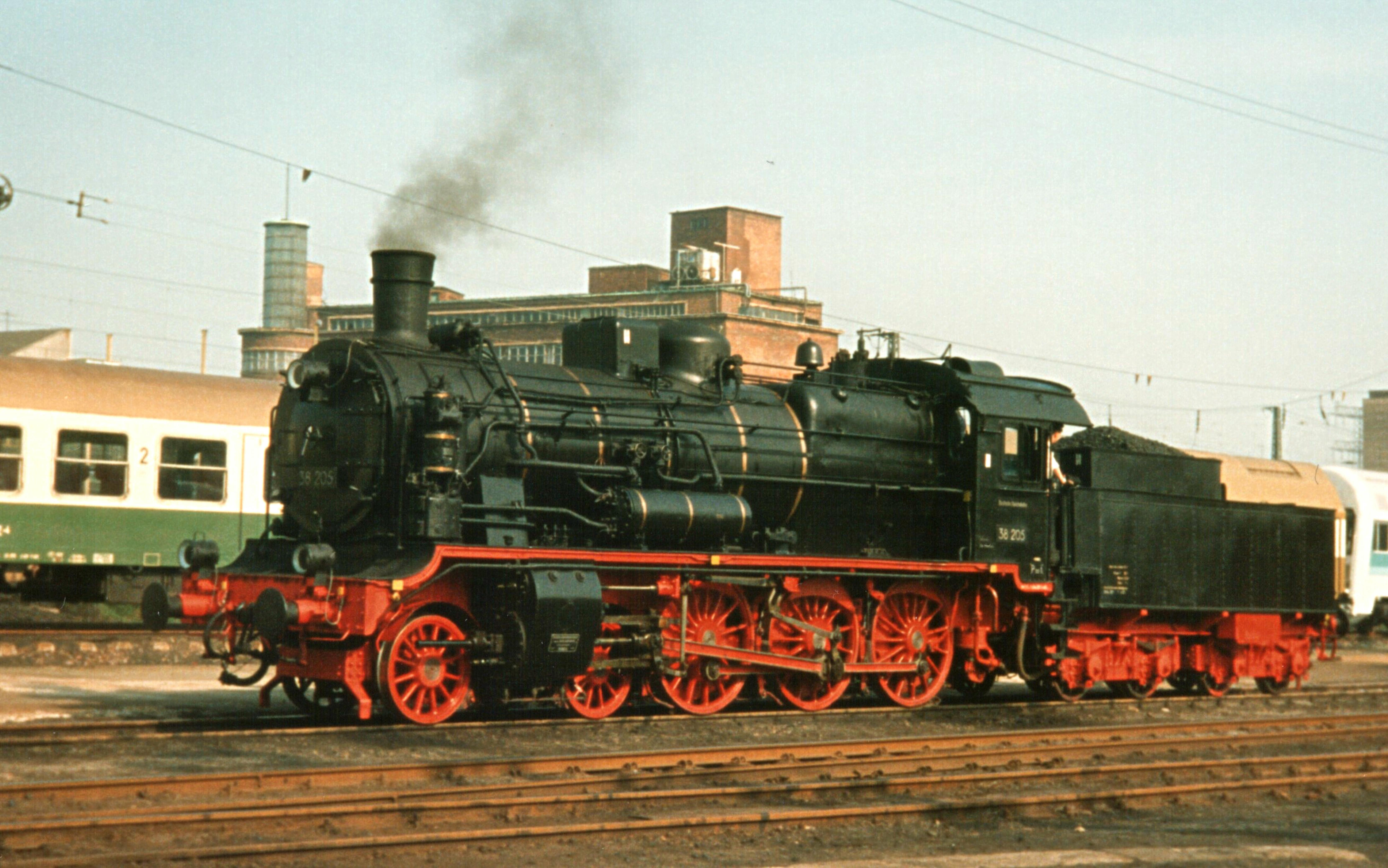
Die letzte erhaltene Sächsische XII H2 1993 auf dem Dresdner Dampflokfest

Die erste in Deutschland beschaffte Baureihe mit der Achsfolge 2’C war die Badische IV e, die vor allem auf der Schwarzwaldbahn im Schnell- und Personenzugdienst eingesetzt wurde. Es folgte 1896 die Bayerische C V, während die Preußischen Staatseisenbahnen erst 1899 ihre ersten Ten-Wheeler beschafften, dies auch nur zögerlich mit der lediglich 18 Exemplare umfassenden und von der badischen IV e abgeleiteten Preußischen P 7. Ab 1906 erhielten die Preußischen Staatseisenbahnen die nach Vorgaben ihres Lokomotivdezernenten Robert Garbe konstruierte und außerordentlich erfolgreiche Preußische P 8. Sie wurde in der Folge auch von anderen deutschen Länderbahnen, der Deutschen Reichsbahn sowie den rumänischen Staatsbahnen mit insgesamt rund 3950 Stück beschafft und kam infolge der Umwälzungen der beiden Weltkriege schließlich in einer Vielzahl europäischer Länder zum Einsatz.
Mit Ausnahme der Oldenburgischen Staatsbahnen besaßen schließlich alle bis 1920 existierenden Länderbahnen Lokomotiven der Achsfolge 2’C. Die P 8 wurden von der Reichsbahn noch bis 1923 nachbeschafft und als Baureihe 38.10–40 eingeordnet. Die letzten für eine deutsche Staatsbahn gebauten Lokomotiven dieser Achsfolge waren jedoch 1927 nachgelieferte Exemplare der Sächsischen XII H2, die bei der Reichsbahn als Baureihe 38.2 eingeordnet wurden. Lediglich die private Lübeck-Büchener Eisenbahn beschaffte noch bis 1932 einige 2’C-Lokomotiven. Ab 1938 übernahm die Reichsbahn zudem im Zuge der diversen Annexionen und Besetzungen fremder Staatsgebiete durch das Dritte Reich diverse 2’C-Lokomotiven österreichischer, tschechischer und polnischer Herkunft. Die letzten Lokomotiven dieser Achsfolge blieben in Deutschland bis 1974 im Einsatz, als bei der Deutschen Bundesbahn die letzten P 8 ausgemustert wurden.
Tenderlokomotiven dieser Achsfolge wurden lediglich in Preußen in geringer Stückzahl beschafft.

#### Schlepptenderlokomotiven

##### Baden
- Badische IV e, Baujahre 1894 bis 1901, 83 Stück

##### Bayern
- Bayerische C V, Baujahre 1896 bis 1901, 42 Stück
- Bayerische S 3/5 N, Baujahre 1903 bis 1907, 39 Stück
- Bayerische S 3/5 H, Baujahre 1906 bis 1911, 30 Stück
- Bayerische P 3/5 N, Baujahre 1905 bis 1908, 36 Stück

##### Elsaß-Lothringen
- Elsaß-Lothringische P 5, Baujahr 1898, 5 Stück
- Elsaß-Lothringische P 7, Baujahre 1902 bis 1903, 30 Stück
- Elsaß-Lothringische S 9, Baujahr 1906, 80 Stück
- Elsaß-Lothringische S 10.1, Baujahre 1911 bis 1914, 17 Stück

##### Mecklenburg
- Mecklenburgische P 8, Baujahre 1914 bis 1922, 16 Stück

##### Preußen
- Preußische P 7, Baujahre 1899 bis 1902, 18 Stück
- Preußische P 8, Baujahre 1906 bis 1923, 3548 Stück[Anmerkung 1]
- Preußische S 10, Baujahre 1910 bis 1914, 202 Stück
- Preußische S 10.1 (Bauart 1911), Baujahre 1911 bis 1914, 135 Stück
- Preußische S 10.1 (Bauart 1914), Baujahre ab 1914, 109 Stück
- Preußische S 10.2, Baujahre ab 1914, 124 Stück

##### Sachsen
- Sächsische XII H, Baujahr 1906, 6 Stück
- Sächsische XII HV, Baujahre 1908 bis 1914, 42 Stück
- Sächsische XII H1, Baujahr 1909, 7 Stück
- Sächsische XII H2, Baujahre 1910 bis 1927, 169 Stück

##### Württemberg
- Württembergische D, Baujahre 1898 bis 1905, 14 Stück

##### Deutsche Reichsbahn
- DR-Baureihe 38.4, Baujahr 1921, 80 Stück[Anmerkung 2]

##### Lübeck-Büchener Eisenbahn
- LBE S 10, Baujahre 1912 bis 1932, 15 Stück[Anmerkung 3]

#### Tenderlokomotiven

##### Preußen
- Preußische T 10, Baujahre 1909 bis 1912, 12 Stück

### Österreich-Ungarn

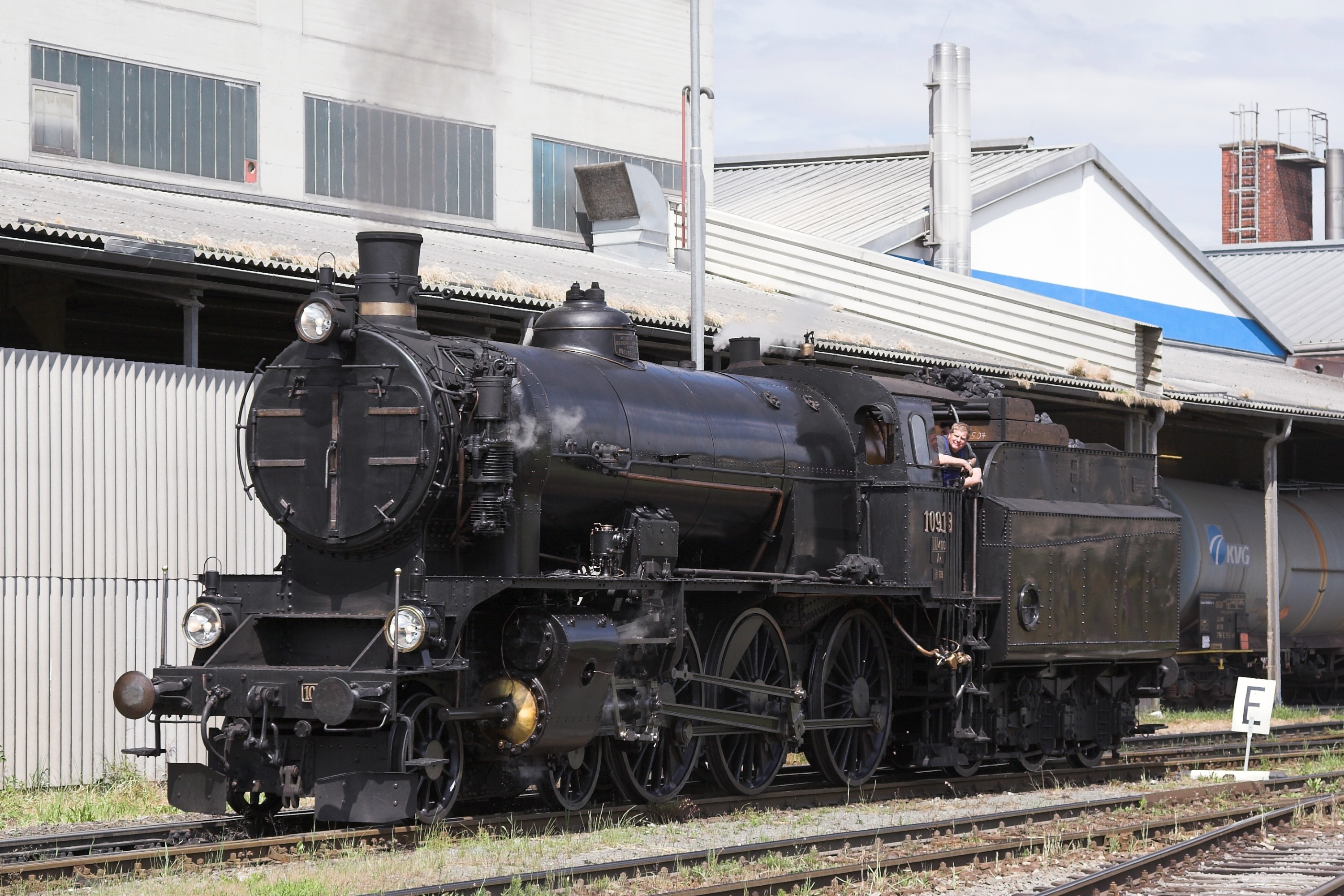
Lokomotive SB 109.13 als einsatzfähige Museumslokomotive in Graz

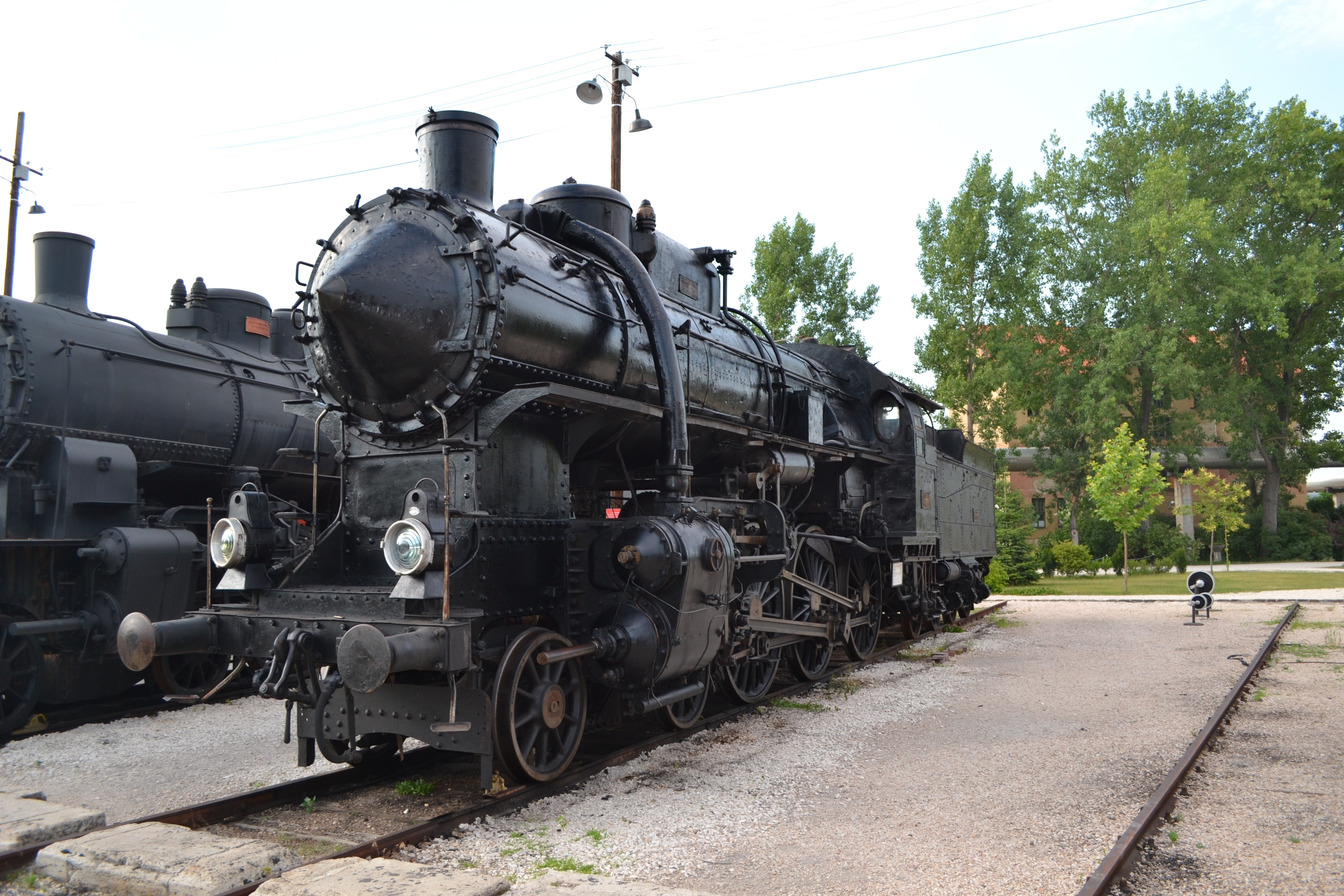
Lokomotive MÁV 328.054 als Ausstellungsstück in Budapest

In Ungarn beschaffte die Staatsbahn MÁV bereits 1892 ihre ersten 2’C-Lokomotiven, zunächst nur in geringer Stückzahl. Erst die MÁV-Baureihe 327 erreichte größere Stückzahlen. 1896 folgte die Österreichische Nordwestbahn (ÖNWB) mit ihren Reihen XIVa und XIVb, die nach der Verstaatlichung der ÖNWB ab 1909 als Reihe 11 der k.k. Staatsbahnen (kkStB) bezeichnet wurden. Auch weitere große Privatbahnen der Donaumonarchie wie die Kaiser Ferdinands-Nordbahn (KFNB) oder die Südbahngesellschaft (SB) beschafften diverse Reihen mit dieser Achsfolge, die zum Teil ebenfalls in den Besitz der kkStB und später der BBÖ übergingen. Die kkStB selbst erhielten mit der Reihe 9 ihre ersten eigenen Ten-Wheeler ab 1898. Alle Bahnen beschafften ausschließlich Schlepptenderlokomotiven mit dieser Achsfolge, Tenderlokomotiven kamen nicht zum Einsatz. Nach 1918 gingen die Maschinen auf die diversen Nachfolgestaaten der Donaumonarchie über. Neue Reihen mit dieser Achsfolge entstanden in Österreich abgesehen von der Umbauvariante BBÖ 409 der kkStB-Reihe 9 nach 1918 nicht mehr. In Ungarn beschaffte die bis 1932 noch selbständige Südbahngesellschaft (ungarisch: Duna-Száva-Adria-Vasúttársaság, DSA) noch bis 1930 Ten-Wheeler. In Österreich stellte die ÖBB 1967 die letzten Exemplare der früheren Südbahnreihe 109, die von ihr als ÖBB 38.41 eingeordnet wurden, ab, während in Ungarn die letzten Maschinen der MÁV-Baureihe 328 1973 als letzte Ten-Wheeler ausgemustert wurden.

#### Österreich
- ÖNWB XIVa und b, BEB VIII, ATE Ic, bzw. kkStB 11, Baujahre 1896 bis 1909, 45 Stück
- kkStB 9 bzw. SB 9, Baujahre 1898 bis 1903, 42 Stück[Anmerkung 4]
- KFNB IIIc bzw. kkStB 27, Baujahre 1902 bis 1904, 11 Stück
- StEG 36.5 bzw. kkStB 109, Baujahre 1902 bis 1904, 14 Stück
- BNB IIb bzw. kkStB 127, Baujahre 1903 bis 1904, 3 Stück
- ÖNWB XVIII bzw. kkStB 309, Baujahr 1904, 4 Stück
- ÖNWB XIX bzw. kkStB 209, Baujahr 1904, 4 Stück
- KFNB IIa bzw. kkStB 111, Baujahr 1907, 8 Stück
- StEG 36.0 bzw. kkStB 211, Baujahr 1908, 10 Stück
- SB 109, Baujahre 1910 bis 1914, 44 Stück
- kkStB 227, Baujahre 1913 bis 1916, 3 Stück[Anmerkung 5]

#### Ungarn
- MÁV Ih, Baujahre 1892 bis 1896, 9 Stück
- MÁV Ik, Baujahre 1897 bis 1899, 18 Stück
- MÁV 327, Baujahre 1912 bis 1914, 140 Stück
- MÁV 328, Baujahre 1919 bis 1922, 140 Stück
- SB 109.1 bzw. DSA 109, Baujahre 1913 bis 1930, 13 Stück

### Schweiz

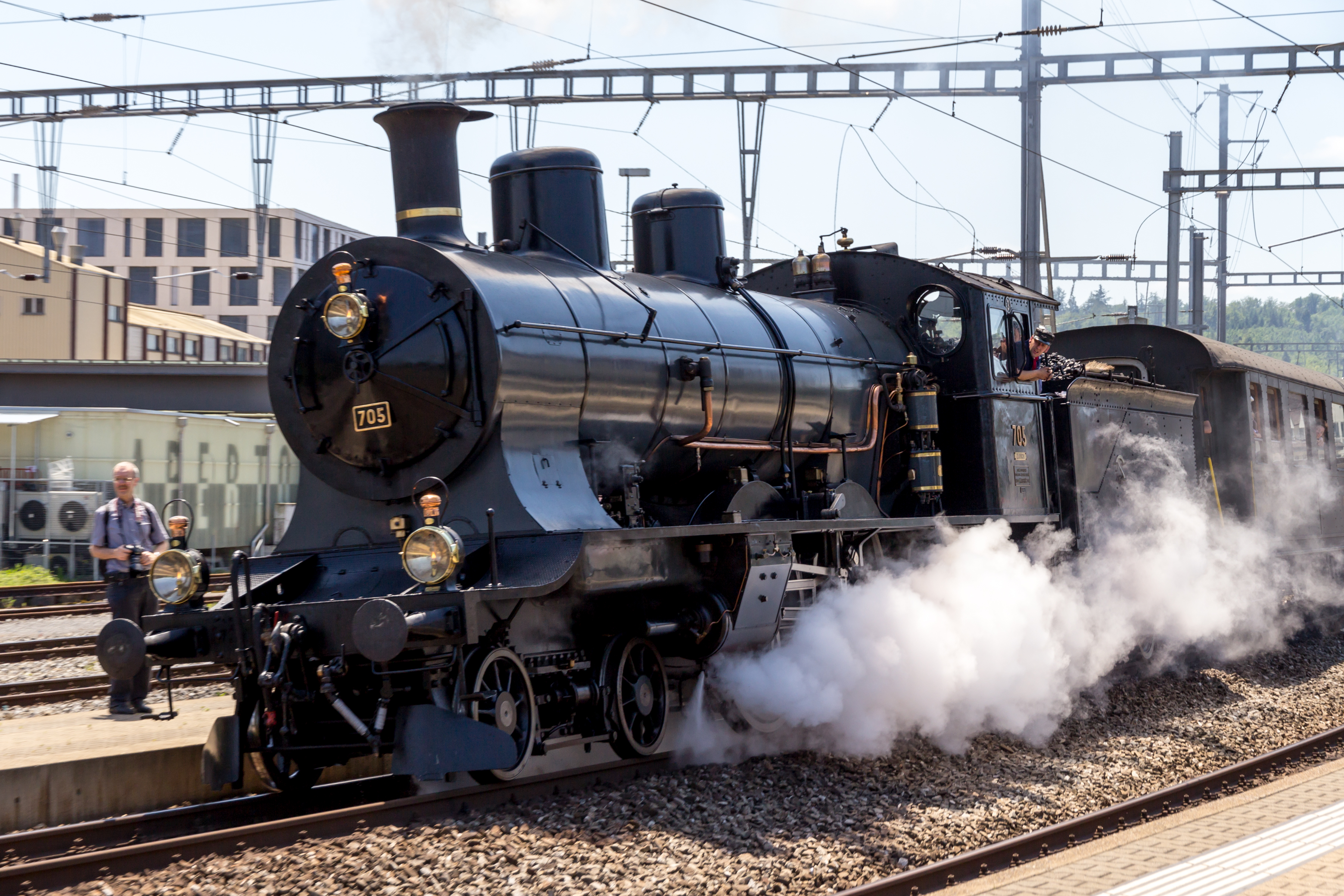
Die A 3/5 705 ist die einzige erhaltene 2’C-Lokomotive der SBB

In der Schweiz bestellte die Gotthardbahn-Gesellschaft (GB) als erste Bahngesellschaft Lokomotiven der Achsfolge 2’C, 1902 folgte die Jura-Simplon-Bahn (JS). Die Schweizerischen Bundesbahnen (SBB), in der fast alle großen Schweizer Privatbahnen zwischen 1901 und 1909 aufgingen, übernahm die Lokomotiven der GB und der JS und führte die Beschaffung der JS A 3/5 fort. Die A 3/5 bespannten bis zur Elektrifizierung alle wichtigen Schnellzüge der SBB. Schon vor dem Zweiten Weltkrieg wurden viele A 3/5 ausgemustert, die letzten aus der Serie SBB A 3/5 701–811 hielten sich bis 1964. Nach dem Krieg verkauften die SBB zudem 22 Lokomotiven der Serie SBB A 3/5 601–649 in die Niederlande.
- GB A 3/5 201–230, Baujahre 1894 bis 1905, 30 Stück
- JS A 3/5 bzw. SBB A 3/5 701–811, Baujahre 1902 bis 1909, 109 Stück
- SBB A 3/5 501–502, Baujahr 1907, 2 Stück
- SBB A 3/5 651–652, Baujahr 1907, 2 Stück
- SBB A 3/5 601–649, Baujahr 1907 bis 1915, 49 Stück
- GB A 3/5 931–938, Baujahr 1908, 8 Stück

### Dänemark

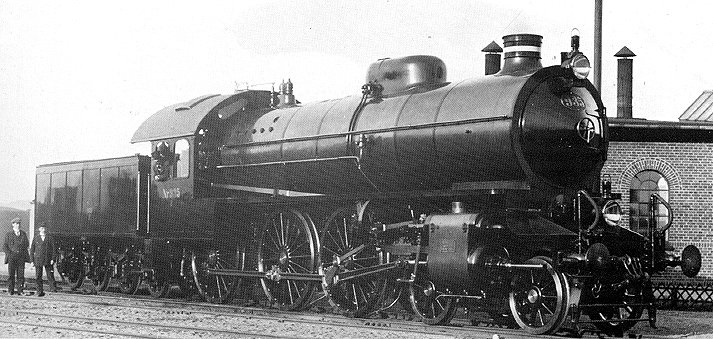
Die 1912 von Borsig erbaute Lokomotive R 935 der Reihe R (I) im fabrikneuen Zustand

Die ersten zwölf Zweizylinderlokomotiven in Heißdampfausführung der Reihe R (I) wurden von 1912 und 1913 von Borsig aus Deutschland nach Dänemark geliefert. Acht weitere Exemplare folgen 1917 von der Schweizerischen Lokomotiv- und Maschinenfabrik. Einsatzgebiet wurde der höherwertige Reisezugverkehr auf den steigungsreichen Hauptstrecken in Jütland und auf Fünen. Einziger Schwachpunkt war der unruhiger Lauf mit hohem Verschleiß an Gestänge und Oberbau. Oberingenieur August Meister von Borsig, der für die preußische P 10 verantwortlich zeichnete, empfahl den Einbau eines dritten Zylinders. Aus diesen Überlegungen entstand die neue Baureihe R (II).
So wurden 1921 fünf Lokomotiven der Reihe R (II) in Dreizylinderausführung wieder von Borsig geliefert. 1924 folgten fünf ähnliche Lokomotiven von Frichs, die ersten großen Lokomotiven der dänischen Fabrik in Aarhus.
Drei Lokomotiven der DR-Baureihe 38.10 blieben nach ihrem Einsatz während des Zweiten Weltkrieges 1945 in Dänemark und wurden von Danske Statsbaner als T (II) 297–299 übernommen und eingesetzt. Dies waren die DSB 297: AG Vulcan Stettin, 1920 – ehemals 38 2877; DSB 298: Schichau-Werke, 1917 – ehemals 38 2126; DSB 299: Maschinenbauanstalt Humboldt, 1919 – ehemals 38 2625.
Die letzten Lokomotiven wurden zwischen 1972 und 1978 ausgemustert.
- DSB R (I) – 934–953; Baujahre 1912/1913 und 1917, 20 Stück
- DSB R (II) – 954–963; Baujahre 1921 und 1924, 10 Stück
- DSB T (II) – 297–299; ehemals DR-Baureihe 38.10, 3 Stück

### Finnland

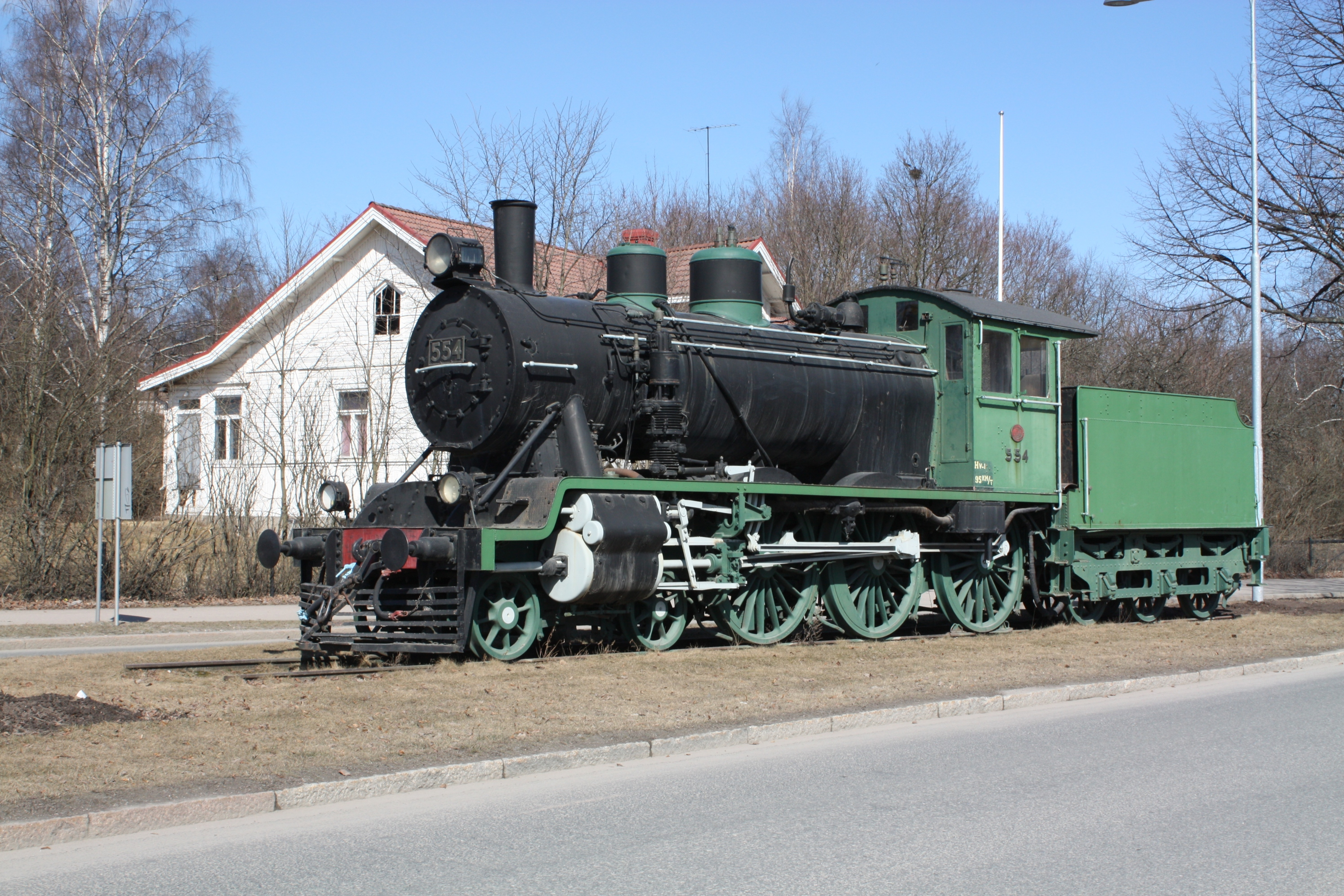
VR Hv1 554 als Denkmallokomotive am Bahnhof von Riihimäki

Die ersten finnischen Ten-Wheeler lieferte der US-Hersteller Baldwin 1898 mit der Reihe H1 an die Staatsbahn Suomen Valtion Rautatiet. Den 10 Stück dieser ersten Reihe folgten bald weitere Serien an 2’C-Lokomotiven, zunächst noch aus den USA, ab 1903 von einheimischen Herstellern. Bis 1941 erhielten die finnischen Staatsbahnen diverse Serien, insgesamt 215 Lokomotiven dieser Achsfolge. Sie wurden überwiegend im Personen- und Schnellzugdienst eingesetzt. Nach dem Winterkrieg musste Finnland Lokomotiven an die Sowjetunion abtreten, darunter auch rund 20 Ten-Wheeler. Während des Fortsetzungskriegs erhielt Finnland zudem 20 ältere und umgespurte 2’C-Lokomotiven aus Schweden, die als Reihe H11 eingeordnet wurden. Freiwillig an die Sowjetunion abgegeben wurde hingegen die Lokomotive H2 293, auf der Lenin 1917 aus Petrograd geflohen war und die seit der Schenkung 1957 als Denkmallokomotive im Finnländischen Bahnhof in St. Petersburg steht. Die letzten 2’C-Lokomotiven blieben bei den Valtionrautatiet (VR) bis Mitte der 1970er Jahre im Dienst. Als strategische Reserve behielt die VR einen Teil der Lokomotiven noch bis in die 1980er Jahre im Bestand.
- VR H1 bzw. Hk1, Baujahr 1898, 10 Stück
- VR H2 bzw. Hk1, Baujahre 1900 bis 1901, 22 Stück
- VR H3 bzw. Hk2, Baujahre 1903 bis 1905, 14 Stück
- VR H3 bis H5 bzw. Hk3, Baujahre 1905 bis 1909, 19 Stück
- VR H6 bzw. Hk5, Baujahre 1909 bis 1911, 23 Stück
- VR H7 bzw. Hv4, Baujahre 1912 bis 1933, 28 Stück
- VR H8 bzw. Hv1, Baujahre 1915 bis 1921, 42 Stück
- VR H9 bzw. Hv2/Hv3, Baujahre 1919 bis 1941, 55 Stück

### Italien

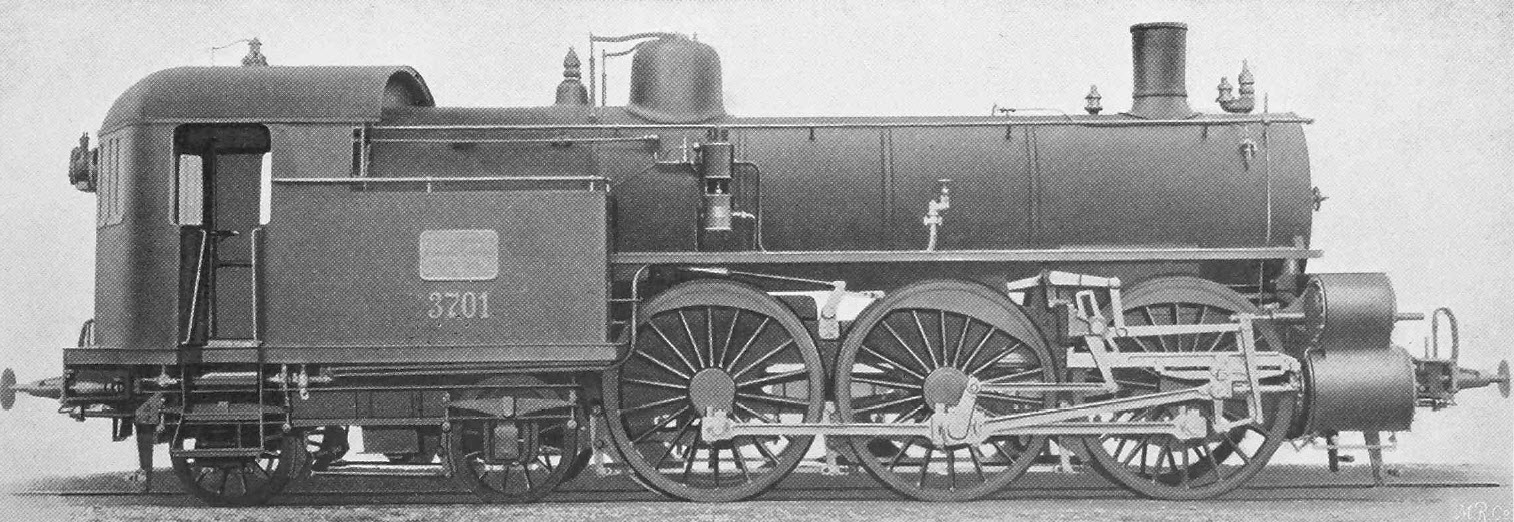
Eine der Halbtenderlokomotiven der späteren Serie FS 670

Den ab 1884 gebauten 55 Maschinen der späteren Reihe FS 650 folgten weitere Serien, sowohl für das Netz der Rete Mediterranea (RM) wie auch der Rete Adriatica (RA), darunter mit der späteren FS 670 eine ungewöhnliche Halbtenderlokomotive mit vorne sitzendem Führerhaus (Cab-Forward-Lokomotive). Die Staatsbahnen Ferrovie dello Stato Italiane (FS) übernahmen bei ihrer Gründung 1905 die Maschinen der RM und der RA, beschafften aber selbst abgesehen von der bei Baldwin in geringer Stückzahl beschafften Serie FS 666 und diversen Umbauten keine weiteren Ten-Wheeler. Nach 1918 kamen im Zuge der Waffenstillstandsablieferungen einige preußische Maschinen zur FS, 25 P 8 und je eine S 10 und S 10.2. Die Aufteilung des Lokomotivparks der Südbahngesellschaft brachte 1924 auch 12 SB 32 f und 3 SB 109 in den Bestand der FS. Von den nach 1905 bestehenden Privatbahnen hatte lediglich die Ferrovie Nord Milano (FNM) Lokomotiven dieser Achsfolge im Bestand, allerdings als Tenderlokomotive ausgeführt.

#### Schlepptenderlokomotiven
- SFAI 1181–1200, RM 3001–3055 bzw. FS 650, Baujahre 1884 bis 1896, 55 Stück
- RM 3061–3100 bzw. FS 656, Baujahre 1898 bis 1901, 24 Stück
- RM 3101–3200  bzw. FS 660, Baujahre 1900 bis 1904, 51 Stück
- RA 5001–5031  bzw. FS 670, Baujahre 1900 bis 1906, 55 Stück
- FS 666, Baujahr 1907, 10 Stück

#### Tenderlokomotiven
- FNM 280, Baujahre 1909 bis 1927, 20 Stück

### Niederlande

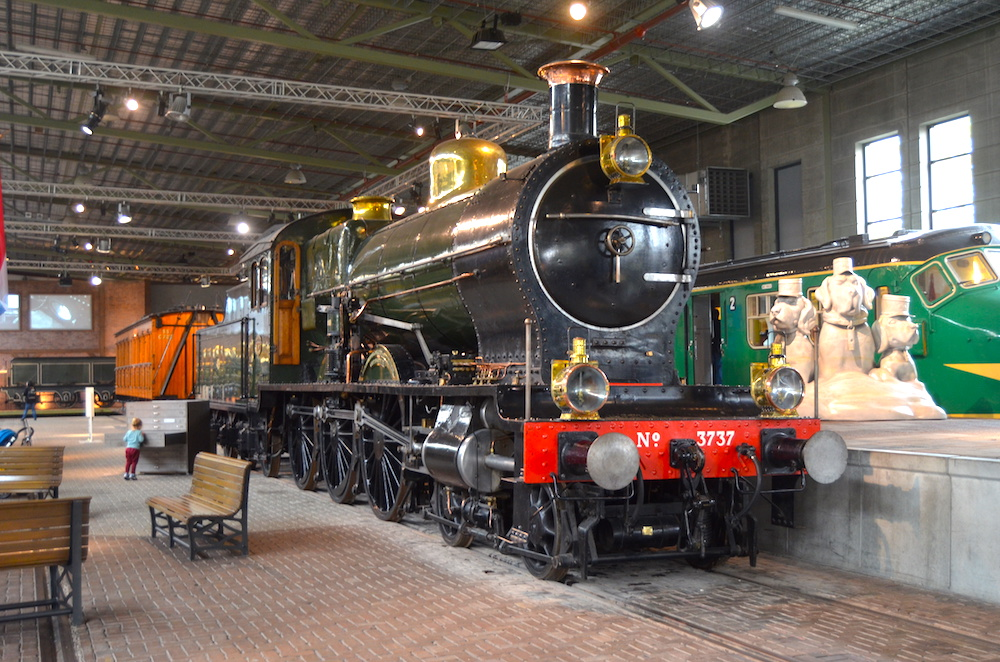
Die letzte erhaltene 2’C-Lokomotive der Niederlande, die Lokomotive 3737 im Nederlands Spoorwegmuseum in Utrecht

Die ersten 2’C-Lokomotiven der Niederlande wurden ab 1908 von der privaten Noord-Brabantsch-Duitsche Spoorweg-Maatschappij (NBDS) beschafft, die damit Schnellzüge auf ihrer in Deutschland und den Niederlanden liegenden Strecke, der Boxteler Bahn, bespannte. Die Lokomotiven dienten als Vorbild der von der Maatschappij tot Exploitatie van Staatsspoorwegen (SS) ab 1910 beschafften Schnellzugmaschinen, die von der 1917 gegründeten heutigen Staatsbahn Nederlandse Spoorwegen (NS) weiter beschafft wurden und bis zur Elektrifizierung bzw. Einführung von Dieseltriebwagen fast alle wichtigen Schnellzugverbindungen der Niederlande bespannten. Die letzten neuen 2’C-Lokomotiven erhielten die Staatsbahnen 1946 aus schwedischer Produktion als Ersatz für Kriegsverluste. Für diesen Zweck übernahmen die NS auch 22 in der Schweiz überflüssig gewordene SBB A 3/5 601–649 und setzten sie einige Jahre als NS 3500 ein.
- NBDS 30–36 bzw. SS 981–988 bzw. NS-Baureihe 3500 (I), Baujahre 1908 bis 1920, 8 Stück
- NCS 71–78 bzw. SS 971–978 bzw. NS-Baureihe 3600, Baujahre 1910 bis 1914, 8 Stück
- SS 685–799 bzw. NS-Baureihe 3700, Baujahre 1910 bis 1928, 120 Stück
- NS-Baureihe 3900, Baujahre 1929 bis 1930, 32 Stück
- NS-Baureihe 4000, Baujahr 1946, 15 Stück

### Norwegen

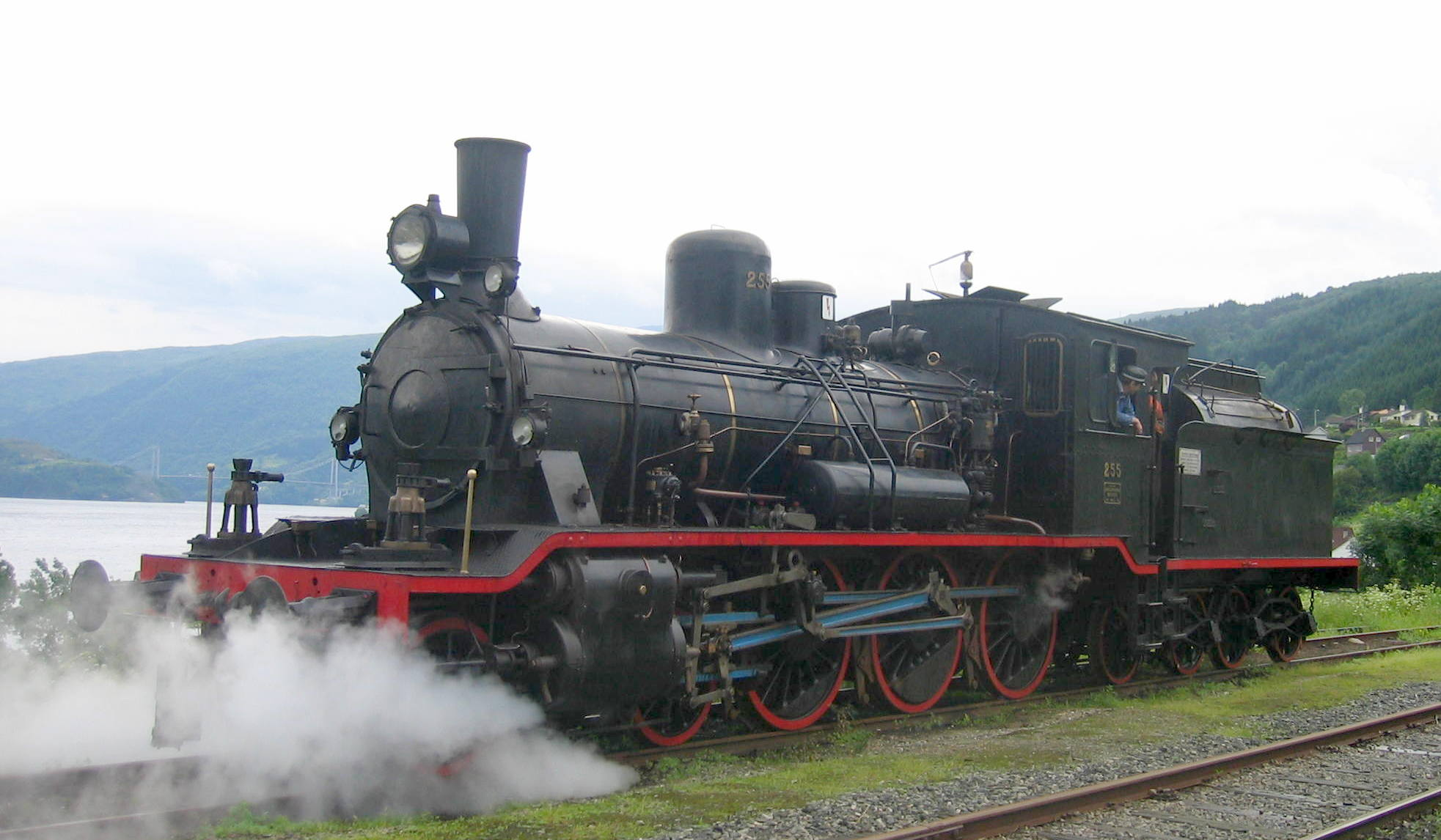
Lokomotive 255 der NSB Type 18c als Museumslokomotive im Einsatz auf der Gamle Vossebanen

Die norwegischen Bahnstrecken, die dem Staat gehörten, waren zur Zeit um 1900 administrativ eigenständige Einheiten. Daher wurden die Lokomotiven MB 1–2 und SB 11–12 von Baldwin im Januar 1879 für den Einsatz auf der norwegischen Meråkerbane (MB 1–2) und der Smaalensbane (SB 11–12) geliefert. Die Netze gehörten der Norsk Stats-Jernbane, der Vorgängergesellschaft der 1883 gegründeten Norges Statsbaner und waren unter staatlicher Kontrolle. Die Lokomotiven waren die ersten Ten-Wheeler in Europa.
Die Nassdampf-Verbundlokomotiven der Type 18a waren für den Einsatz auf den Nordbahnen vorgesehen. Die ersten acht Lokomotiven mit den Betriebsnummern 131–134 kamen 1900 von Hartmann in Chemnitz, Nr. 135–138 folgten 1901 und die Nr. 157 und 158 lieferte Hamar Jernstøberi 1903. Die Serie der Type 18b mit den Betriebsnummern 184 bis 189, ebenfalls Nassdampf-Verbundlokomotiven, kamen 1907 von Hamar Jernstøberi und wurden in der Region um Gjøvik und auf der Bergensbane eingesetzt. Von der gleichen Lieferfirma folgten 19 Exemplare die Type 18c in Heißdampftechnik, jedoch ohne Verbundtechnik, die etwas schwerer als die Vorgängertypen waren und einen vergrößerten Zylinderdurchmesser hatten. Mehrere Lokomotiven der 18a und 18b wurden später in Heißdampflokomotiven umgebaut.
Nahezu parallel zur Type 18c wurden die Lokomotiven der Type 27a, die „Sydbaneracer“, für die südlichen Strecken in den Distrikten Drammen, Hamar und Kristiansand eingesetzt geliefert, leichte und schnelle Lokomotive für den Betrieb auf Strecken mit niedriger Achslast. Eine 1921 von Norsk Maskin Industri gelieferte schwerere Lokomotive erhielt die Baureihenbezeichnung 27b.
Einige Jahre später folgte die Type 30, die als Schnellzuglokomotive konstruiert wurde. Ihr Einsatzgebiet erstreckte sich über das ganze Land. 18 Lokomotiven der Type 30a in der Bauart 2'C-2'2' h4 als Vierzylinderlokomotive wurden zwischen 1914 und 1919 von Thunes mekaniske verksted geliefert. Ab 1920 begannen die Lieferungen der Type 30b, nun als Vierzylinder-Verbundlokomotive der Bauart 2'C-2'2' h4v, durch die Norsk Maskin Industri. Zwei Exemplare wurden 1920 geliefert, weitere 21 Stück folgten zwischen Januar und August 1921. Fast 20 Jahre später, 1938 und 1939, wurden von Thunes mekaniske verksted noch einmal vier Lokomotiven der Bauart 2'C-2'2' h4v und der Baureihenbezeichnung Type 30c nachgeliefert. Diese besaßen gegenüber der 30b einen höheren Kesselüberdruck von 16 kp/cm2 sowie einen vergrößerten Tender.
Die Dunderland Iron Ore Company (DIOC) betrieb mit der Dunderlandsbane ab 1902 eine Industriebahn im Inselnetz von ihren Erzgruben im Ranagebiet zum Hafen Gullsmedvik bei Mo i Rana. Bereits 1905 kaufte die Gesellschaft zwei Tenderlokomotiven von Andrew Barclay Sons & Co. in Kilmarnock und versah sie mit den Betriebsnummern A5 und A6. Die Dunderlandsbane wurde 1942 teilweise in die neu zu bauende Nordlandsbane integriert und offiziell am 1. Juni 1947 in das Netz der NSB eingebunden. Am 27. April 1948 wurden alle Lokomotiven der Dunderlandsbane in den Nummernplan der NSB übernommen. Die A5 und A6 wurden zur Type 55a 494 und 495.
Die letzte norwegische Dampflokomotive wurde Ende 1971 aus dem Plandienst genommen. Damit war das 1954/55 von der norwegischen Regierung aufgelegte Programm Vekk med dampen („Weg mit dem Dampf“) abgeschlossen.

#### Schlepptenderlokomotiven
- MB 1–2, SB 11–12, 1879; 4 Stück; später NSB Type 14a
- NSB Type 18a, Baujahre 1900–1903; 10 Stück
- NSB Type 18b, Baujahr 1907; 6 Stück
- NSB Type 27a, Baujahre 1910–1916; 16 Stück
- NSB Type 18c, Baujahre 1910–1919; 19 Stück
- NSB Type 30b, Baujahre 1914–1916, 1919; 18 Stück
- NSB Type 30b, Baujahre 1920–1923; 23 Stück
- NSB Type 27b, Baujahr 1921; 1 Stück
- NSB Type 30c, Baujahre 1938, 1939; 4 Stück

#### Tenderlokomotiven
- DIOC A5 und A6, Baujahr 1905, 2 Stück, ab 1948 NSB Type 55a

### Schweden

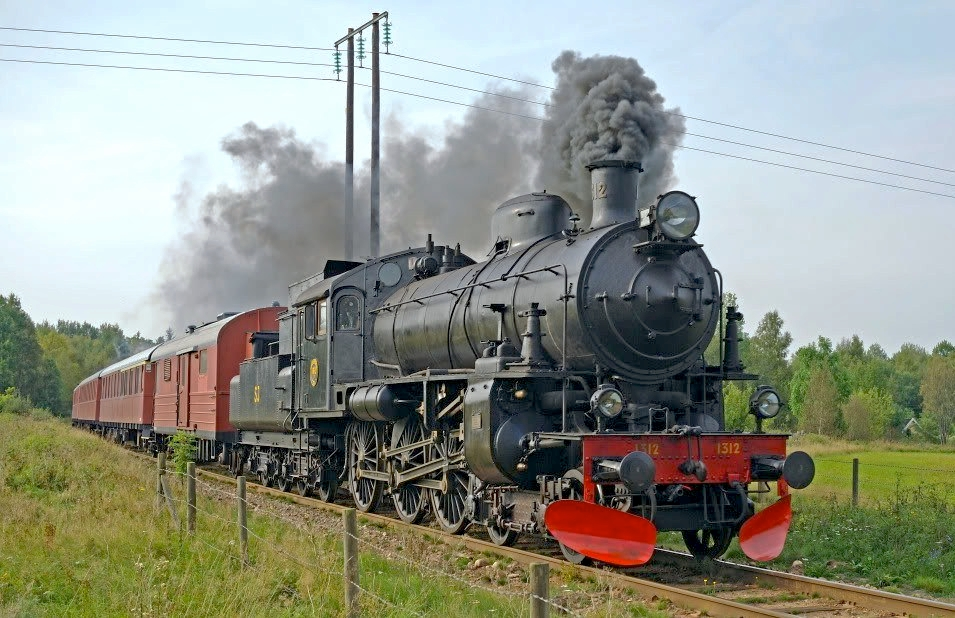
Lokomotive B 1312 der mit 99 Stück meistgebauten schwedischen 2’C-Reihe B (II) 2011 im Einsatz als betriebsfähige Museumslokomotive

Am 22. Januar 1855 wurde der Ingenieur Nils Ericson beauftragt, in Schweden Stammbahnen anzulegen und diese nach der Eröffnung zu betreiben. Am 1. Juni 1888 wurde „Kungliga Järnvägsstyrelsen“ (deutsch „Königliches Eisenbahnamt“ oder „Königliche Eisenbahnbehörde“) für die Sveriges Statsbanor für das in der Union mit Norwegen vereinigte Schweden oder nach der Auflösung der Union ab 1905 für Statens Järnvägar (SJ) in Schweden gegründet.
Von staatlicher Seite wurde in diesen Jahren nur die Aufgabe gesehen, mit den Stammbahnen die Landesteile miteinander zu verbinden. Die regionale Erschließung erfolgte durch zahlreiche Privatbahnen, die wiederum viele Triebfahrzeuge als Einzelstücke oder in Kleinserien beschafften. Diese Triebfahrzeuge wurden zwischen den Privatbahnen und auch mit den Statens Järnvägar je nach Bedarf ver- oder gekauft.
Die Bedeutung der Staatsbahnen wuchs bis in die Mitte des 20. Jahrhunderts, nicht zuletzt durch einen Reichstagsbeschluss von 1939 über die Allgemeine Eisenbahnverstaatlichung in Schweden, wonach sehr viele der zahlreichen schwedischen Privatbahnen verstaatlicht und in das Kungliga Järnvägsstyrelsen eingegliedert wurden. Durch die Übernahme der Lokomotiven der Privatbahnen und zuvor an Privatbahnen verkaufte, dort umgebaute und wieder rückgekaufte Maschinen und deren Einfügen in das schwedische Nummernsystem, entstanden wie durch zahlreiche eigene Umbauten der SJ, die jeweils eine neue Baureihenbezeichnung erforderten, bei den 2’C-Lokomotiven wie auch von anderen Achsfolgen eine große Anzahl von Baureihen, die hier nur beispielhaft und nicht vollständig aufgelistet werden können.
Die ersten zehn Schlepptenderlokomotiven der Baureihe T wurden infolge der Auslastung der schwedischen und anderen europäischen Lokomotivhersteller von den am 1. Juni 1888 gegründeten Sveriges Statsbanor bei den Richmond Locomotive Works in Richmond in den Vereinigten Staaten bestellt, die diese 1899 auslieferten. Die meisten schwedischen Lokomotiven bauten in den Folgejahren Nydqvist och Holm, Motala Verkstad, Svenska Järnvägsverkstäderna und die Vagn- & Maskinfabriksaktiebolaget Falun.
Dampflokomotiven blieben in Schweden bis Anfang der 1970er Jahre im Planeinsatz. Die letzte B (II) wurde 1972 ausgemustert. Schon um 1960 wurde eine größere Lokomotivreserve für den Fall einer Notsituation, einer Kriegsgefahr oder sogar für einen eventuellen Krieg für notwendig erachtet, da Dampflokomotiven unabhängig von der Stromversorgung oder von importiertem Kraftstoff wie Diesel waren. Dazu wurden unter anderem etwa 150 voll funktionsfähige Dampflokomotiven als Bereitschaftslokomotiven (Beredskapslok) hinterstellt, unter denen auch Ten-Wheeler enthalten waren. Dieser Lokpark wurden Anfang der 1990er Jahre aufgelöst.

#### Privatbahnen (Auszug)
- Ystad-Eslöv Järnväg: YEJ 13–15, Baujahr 1900, 3 Stück (ab 1942 SJ B2)
- Malmö-Simrishamns Järnväg: MSJ 20 und 21, Baujahr 1910 (ab 1943 SJ B3)
- Uppsala-Gävle Järnväg: UGJ Ba 25 und 26, Baujahr 1913, 2 Stück (ab 1933 SJ OKc)
- Dalslands Järnväg: DJ H3 9–11, Baujahre 1913 und 1917, 3 Stück (ab 1948 SJ A7)
- Helsingborg-Hässleholm Järnväg: HHJ H3 19–21, Baujahre 1915–1918, 3 Stück (ab 1940 SJ A4)
- Bergslagernas Järnvägar: BJ H3 83, 84, 86, Baujahr 1916, 3 Stück (ab 1948 SJ A6)
- Bergslagernas Järnvägar: BJ H3s 110–112, Baujahr 1927, 3 Stück (ab 1948 SJ A8)
- Ostkustbanan: OKB H24 und H25, Baujahr 1928, 2 Stück (ab 1933 SJ OKa)
- Sävsjöström-Nässjö Järnväg: SäNJ H4 106, Baujahr 1930, 1 Stück (ab 1940 SJ A4)
- Kalmar Järnväg: KJ H4 17, Baujahr 1930, 1 Stück (ab 1940 SJ A4)

#### Statens Järnvägar
- SJ T (III), Baujahre 1899 und 1901–1904, 53 Stück
- SJ Tb (1905), Baujahre 1905–1908; 48 Stück
- SJ A (II), Baujahre 1906–1909; 26 Stück
- SJ B (II), Baujahre 1909–1919, 1943–1944; 99 Stück

### Vereinigtes Königreich

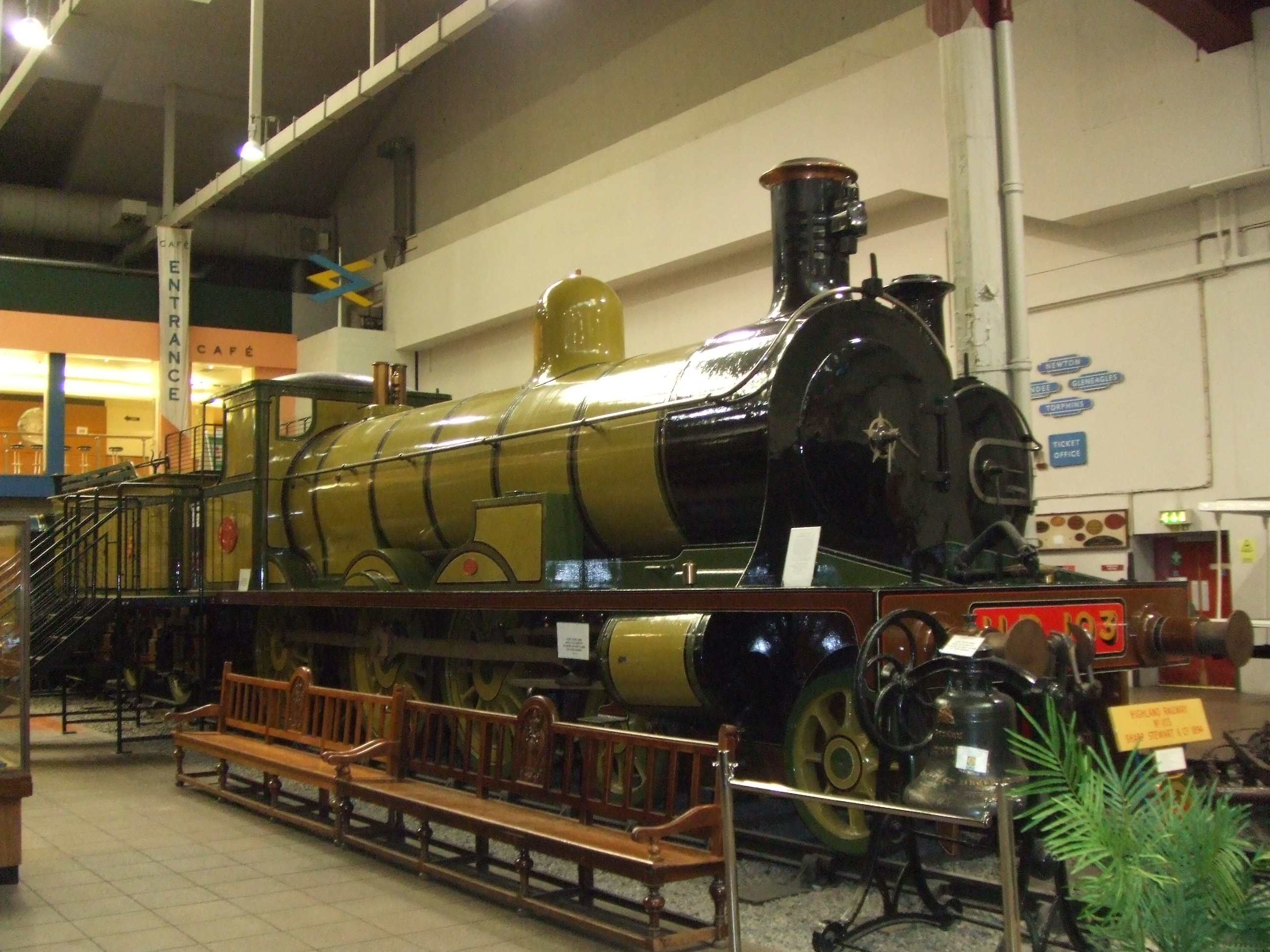
Das letzte erhaltene Exemplar der ersten britischen Ten-Wheeler-Serie, die Lokomotive 103 der HR, steht im Riverside Museum in Glasgow

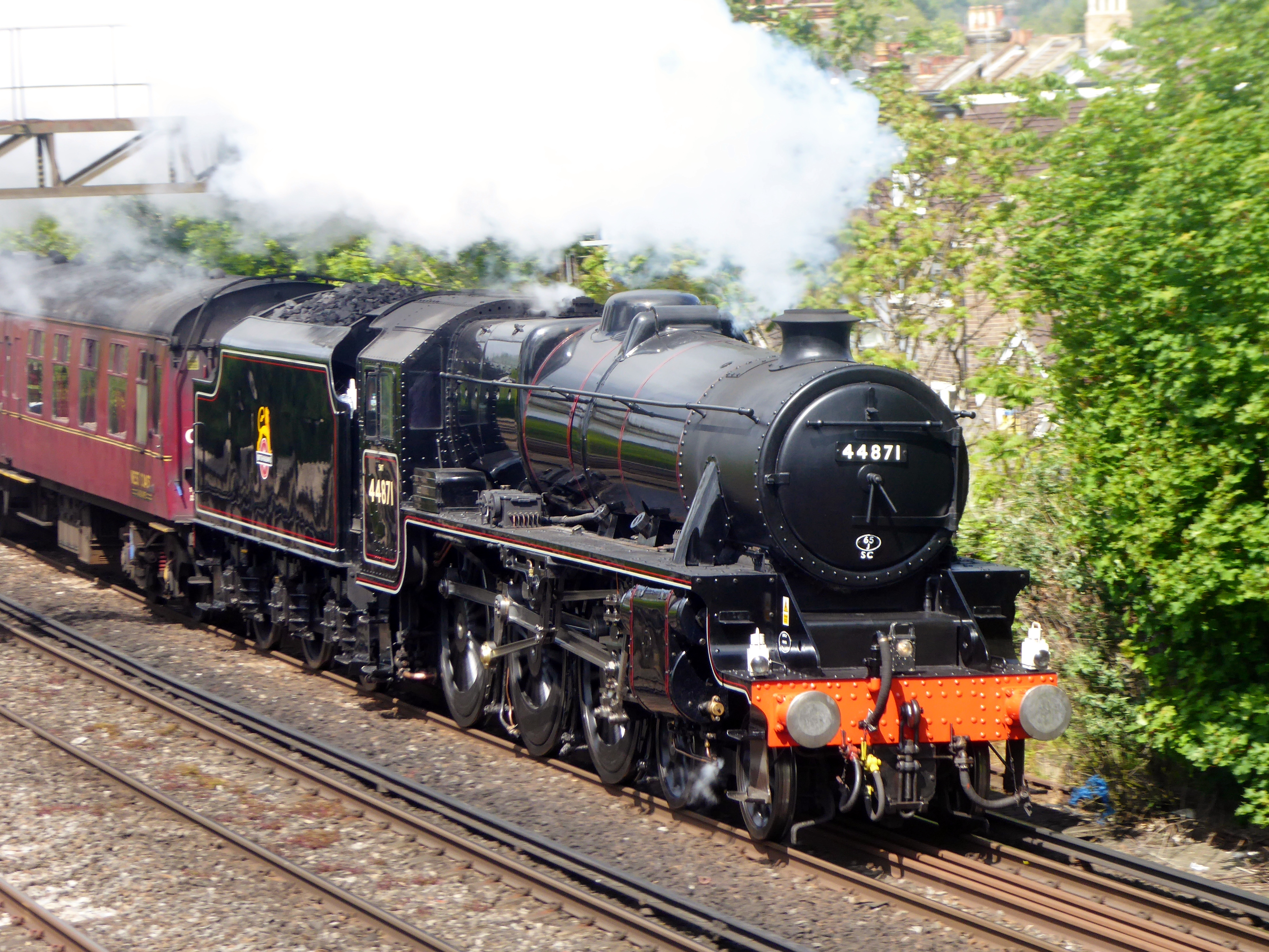
Lokomotive 44871 der LMS-Klasse 5 „Black Five“, mit 842 Exemplaren die meistbeschaffte 2’C-Lokomotivklasse in Großbritannien

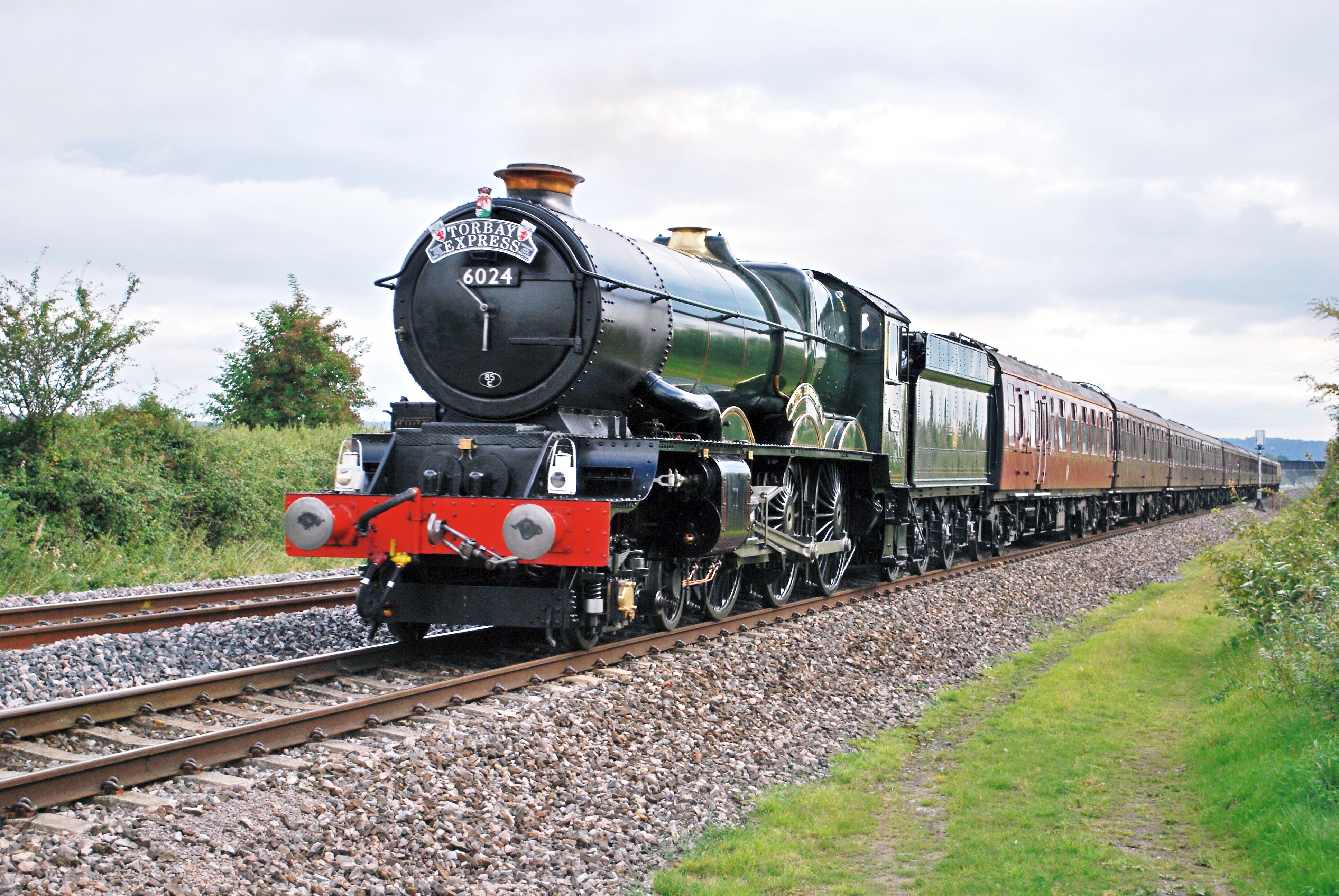
Die Lokomotiven der auch als King Class bekannten GWR-Klasse 6000, hier die erhaltene Lokomotive 6024 King Edward I, waren die größten Lokomotiven der GWR und zählten zu den leistungsfähigsten Ten-Wheeler-Lokomotiven in Großbritannien

In Großbritannien erhielt 1894 die schottische Highland Railway (HR) die ersten 2’C-Lokomotiven. Erbaut wurden die als HR-Klasse I eingeordneten Lokomotiven von Sharp, Stewart and Company nach einem Entwurf von David Jones, dem Chefingenieur der HR. Sie waren vor allem für den schweren Güterverkehr auf den steigungsreichen Hauptstrecken der HR in den schottischen Highlands bestimmt, bespannten in der Sommersaison aber auch Personenzüge.
Ab etwa der Jahrhundertwende beschafften die meisten großen britischen Privatbahnen Ten-Wheeler-Lokomotiven, nur wenige wie etwa die Midland Railway verzichteten darauf. Schwerpunkt war der Einsatz im Personenzug- und Expresszugverkehr, einige Serien wurden aber auch speziell für Zwecke des Güterverkehrs entworfen. Viele der bei den Bahngesellschaften für die Lokomotivkonstruktion verantwortlichen Chefingenieure ließen in den ersten Jahren zunächst eher viele kleinere Serien bauen, die teils noch unzureichende Leistungen erbrachten. Erst allmählich kam es zur Beschaffung größerer und leistungsfähiger Serien. Die nach dem „Grouping“ infolge des Railways Act 1921 verbliebenen vier großen Bahngesellschaften setzten die Beschaffung von Lokomotiven dieser Achsfolge in großem Umfang fort, zunächst mit den neuesten von ihren Vorgängergesellschaften entwickelten Konstruktionen. Im Zuge der anstehenden Standardisierung beschafften alle vier Gesellschaften bald eigene neue Serien und bauten ältere Maschinen um, so dass am Ende der Privatbahnzeit im Jahr 1948 die Lokomotiven dieser Achsfolge die dritthäufigste Bauform im britischen Lokomotivbestand nach Schlepptender- und Tenderlokomotiven der Achsfolge C waren. Ab etwa 1910 wurden bis zur Beschaffung der ersten größeren Serien von Pacific-Lokomotiven ab Ende der 1920er Jahre vor den wichtigsten Expresszügen bei den meisten großen Bahngesellschaften fast ausschließlich 2’C-Lokomotiven eingesetzt. Die Great Western Railway (GWR) beschaffte abgesehen von einem versuchsweisen Einzelexemplar nie Pacific-Lokomotiven, fast der gesamte schwere Expresszugdienst blieb daher bei der GWR bis zum Schluss eine Domäne ihrer verschiedenen Ten-Wheeler-Bauarten.
British Railways (BR) übernahm zum 1. Januar 1948 insgesamt 2503 Lokomotiven dieser Achsfolge und setzte zunächst bis Anfang der 1950er Jahre die Beschaffung verschiedener 2’C-Bauarten der vier Vorgängergesellschaften, wie bspw. der „Black Five“ der LMS oder der LNER-Klasse B1, fort. Im Zuge der Beschaffung neuer Standardklassen erhielt BR zwischen 1951 und 1957 zudem weitere gut 250 Lokomotiven der neuen BR-Standardklasse 5 und der BR-Standardklasse 4 4-6-0, womit diese Achsfolge den größten Anteil an den von BR zwischen 1948 und dem Ende des Dampflokomotivbaus 1960 beschafften Lokomotiven hatte. 1957 waren 2781 Ten-Wheeler im Bestand von BR, nach diesem Höchststand begann jedoch zügig die Ausmusterung zunächst vor allem älterer Maschinen, so dass zehn Jahre später lediglich noch 184 Stück vorhanden waren, gut die Hälfte der noch insgesamt Ende 1967 vorhandenen Dampflokomotiven. Bis zum Ende der planmäßigen Dampftraktion 1968 blieben vor allem als Mehrzwecklokomotiven sowohl im Personen- wie auch Güterverkehr verwendbare Maschinen dieser Achsfolge im Einsatz.
Tenderlokomotiven dieser Achsfolge wurden in Großbritannien mit Ausnahme der zehn Exemplare der NER-Klasse W, die zudem nach wenigen Jahren in 2’C1’-Tenderlokomotiven umgebaut wurden, nicht beschafft.

#### 1894 bis 1922 („Pre-grouping“)

##### Caledonian Railway
- CR-Klasse 55, Baujahr 1902, 9 Stück
- CR-Klasse 49, Baujahr 1903, 2 Stück
- CR-Klasse 908, Baujahr 1906, 10 Stück
- CR-Klasse 918, Baujahr 1906, 5 Stück
- CR-Klasse Cardean, Baujahr 1906, 5 Stück
- CR-Klasse 179, Baujahr 1914, 5 Stück
- CR-Klasse 60, Baujahr 1916, 5 Stück
- CR-Klasse 921, Baujahr 1921, 4 Stück
- CR-Klasse 191, Baujahr 1922, 8 Stück

##### Glasgow and South Western Railway
- G&SWR-Klasse 381, Baujahr 1903, 10 Stück
- G&SWR-Klasse 128, Baujahr 1911, 2 Stück
- G&SWR-Klasse 510, Baujahr 1920, 2 Stück

##### Great Central Railway
- GCR-Klasse 8, Baujahre 1902 bis 1904, 14 Stück
- GCR-Klasse 8C, Baujahre 1903 bis 1904, 2 Stück
- GCR-Klasse 8F, Baujahr 1906, 10 Stück
- GCR-Klasse 8G, Baujahr 1906, 10 Stück
- GCR-Klasse 1, Baujahre 1911 bis 1912, 6 Stück
- GCR-Klasse 1A, Baujahre 1913 bis 1915, 11 Stück
- GCR-Klasse 9P, Baujahre 1917 bis 1920, 3 Stück
- GCR-Klasse 8N, Baujahre 1918 bis 1921, 3 Stück
- GCR-Klasse 9Q, Baujahre 1921 bis 1924, 38 Stück

##### Great Eastern Railway
- GER-Klasse S69, Baujahre 1911 bis 1928, 81 Stück

##### Great Western Railway
- GWR Nr. 36, Baujahr 1896, 1 Stück
- GWR Nr. 2601, Baujahr 1899, 1 Stück
- GWR-Klasse 2900, Baujahre 1902 bis 1913, 77 Stück[Anmerkung 6]
- GWR-Klasse 4000, Baujahre 1906 bis 1923, 73 Stück[Anmerkung 7]

##### Highland Railway
- HR-Klasse I, Baujahr 1894, 15 Stück
- HR-Klasse A, Baujahre 1900 bis 1917, 19 Stück
- HR-Klasse River, Baujahr 1915, 6 Stück
- HR-Klasse Clan Goods, Baujahre 1918 bis 1919, 8 Stück
- HR-Klasse Clan, Baujahre 1919 bis 1921, 8 Stück

##### Lancashire and Yorkshire Railway
- L&YR-Klasse 8, Baujahre 1908 bis 1926, 75 Stück

##### London and North Western Railway
- LNWR-Klasse 1400, Baujahre 1903 bis 1905, 30 Stück
- LNWR-Klasse Experiment (Whale), Baujahre 1905 bis 1910, 105 Stück
- LNWR-Klasse 19in Express Goods, Baujahre 1906 bis 1909, 170 Stück
- LNWR-Klasse Prince of Wales, Baujahre 1911 bis 1924, 246 Stück
- LNWR-Klasse Claughton, Baujahre 1913 bis 1921, 130 Stück

##### London and South Western Railway
- LSWR-Klasse F13, Baujahr 1905, 5 Stück[Anmerkung 8]
- LSWR-Klasse E14, Baujahr 1907, 1 Stück[Anmerkung 9]
- LSWR-Klasse G14, Baujahr 1908, 5 Stück[Anmerkung 10]
- LSWR-Klasse P14, Baujahr 1910, 5 Stück[Anmerkung 11]
- LSWR-Klasse T14, Baujahre 1911 bis 1912, 10 Stück
- LSWR-Klasse H15, Baujahre 1914 bis 1925, 26 Stück[Anmerkung 12]
- LSWR-Klasse N15, Baujahre 1918 bis 1927, 74 Stück[Anmerkung 13]
- LSWR-Klasse S15, Baujahre 1920 bis 1936, 45 Stück

##### North Eastern Railway
- NER-Klasse S, Baujahre 1899 bis 1909, 40 Stück
- NER-Klasse S1, Baujahre 1900 bis 1901, 5 Stück
- NER-Klasse W, Baujahre 1907 bis 1908, 10 Stück[Anmerkung 14]
- NER-Klasse S2, Baujahre 1911 bis 1913, 20 Stück
- NER-Klasse S3, Baujahre 1919 bis 1924, 70 Stück

#### 1923 bis 1947 („Big four“)

##### Great Western Railway
- GWR-Klasse 4073, Baujahre 1923 bis 1950, 171 Stück
- GWR-Klasse 4900, Baujahre 1924 bis 1943, 259 Stück
- GWR-Klasse 6000, Baujahre 1927 bis 1936, 31 Stück
- GWR-Klasse 6800, Baujahre 1936 bis 1939, 80 Stück
- GWR-Klasse 7800, Baujahre 1938 bis 1950, 30 Stück
- GWR-Klasse 6959, Baujahre 1944 bis 1950, 71 Stück
- GWR-Klasse 1000, Baujahre 1945 bis 1947, 30 Stück

##### London, Midland and Scottish Railway
- LMS-Klasse 7P „Royal Scot“, Baujahre 1927 bis 1930, 70 Stück
- LMS-Klasse 6P „Patriot“, Baujahre 1930 bis 1934, 52 Stück[Anmerkung 15]
- LMS-Klasse 5 „Black Five“, Baujahre 1934 bis 1951, 842 Stück
- LMS-Klasse 5XP „Jubilee“, Baujahre 1934 bis 1936, 191 Stück

##### London and North Eastern Railway
- LNER-Klasse B17, Baujahre 1928 bis 1937, 73 Stück[Anmerkung 16]
- LNER-Klasse B1, Baujahre 1942 bis 1952, 410 Stück

##### Southern Railway
- SR-Klasse Lord Nelson, Baujahre 1926 bis 1929, 16 Stück
- SR-Klasse N15X, Baujahre 1934 bis 1936, 7 Stück[Anmerkung 17]

#### British Railways
- BR-Standardklasse 5, Baujahre 1951 bis 1957, 172 Stück
- BR-Standardklasse 4 4-6-0, Baujahre 1951 bis 1957, 80 Stück